# داش ألتي
أتش‌ بيغ هي قرية في مقاطعة هشترود، إيران. عدد سكان هذه القرية هو 53 في سنة 2006.